# ألكسندر كالياشين
ألكسندر كالياشين (بالروسية: Каляшин, Александр Андреевич)‏ (24 يناير 1995 ببينزا في روسيا - ) هو لاعب كرة قدم روسي في مركز الدفاع. لعب مع دينامو موسكو ونادي أكاديمية تولياتي لكرة القدم.

## روابط خارجية
- ألكسندر كالياشين على موقع قاعدة بيانات كرة القدم.إي يو (الإنجليزية)
- ألكسندر كالياشين على موقع Soccerway.com (الإنجليزية)